# Túpolev ANT-3
El Túpolev ANT-3 (también conocido como Túpolev R-3) fue un avión de reconocimiento soviético construido completamente de metal, diseñado por la Oficina de Diseño Túpolev. Su diseñador jefe, Andréi Túpolev, había adquirido mucha experiencia en la construcción de sus dos primeros aviones, experiencia que le fue de gran ayuda para construir el ANT-3. En este momento, los líderes de la Fuerza Aérea Soviética estaban convencidos de que el metal era un material altamente utilizable en la construcción de aviones. Por lo tanto, Túpolev dirigió el AGOS del TsAGI en la creación del primer avión totalmente metálico soviético.

## Desarrollo
El 1 de agosto de 1924 se iniciaron los trabajos de diseño del ANT-3, en julio siguiente se completó el primer prototipo en la fábrica de AGOS. El sesquiplano ANT-3 voló por primera vez el 6 de agosto de 1925, pilotado por V. N. Fillipov, piloto de pruebas del TsAGI. La VVS (Voenno-Vozdushnye Sily) ordenó varios ANT-3, que fueron designados como R-3 (Razvedchik, reconocimiento), después de realizar unas exitosas pruebas de vuelo dirigidas por Mijaíl Grómov. Sin embargo, la producción se vio limitada por la escasez de materias primas, pero las unidades que se fabricaron se utilizaron para realizar vuelos de largo recorrido con fines propagandísticos.

### Producción
El ANT-3 se fabricó entre 1926 y 1928 en la planta GAZ-5 (Gosudarstvenny Aviatsionnyy Zavod, planta/fábrica de aviación estatal) en Moscú y, desde finales de 1928, en GAZ-22. Probablemente se produjeron 102 unidades en total.

## Diseño

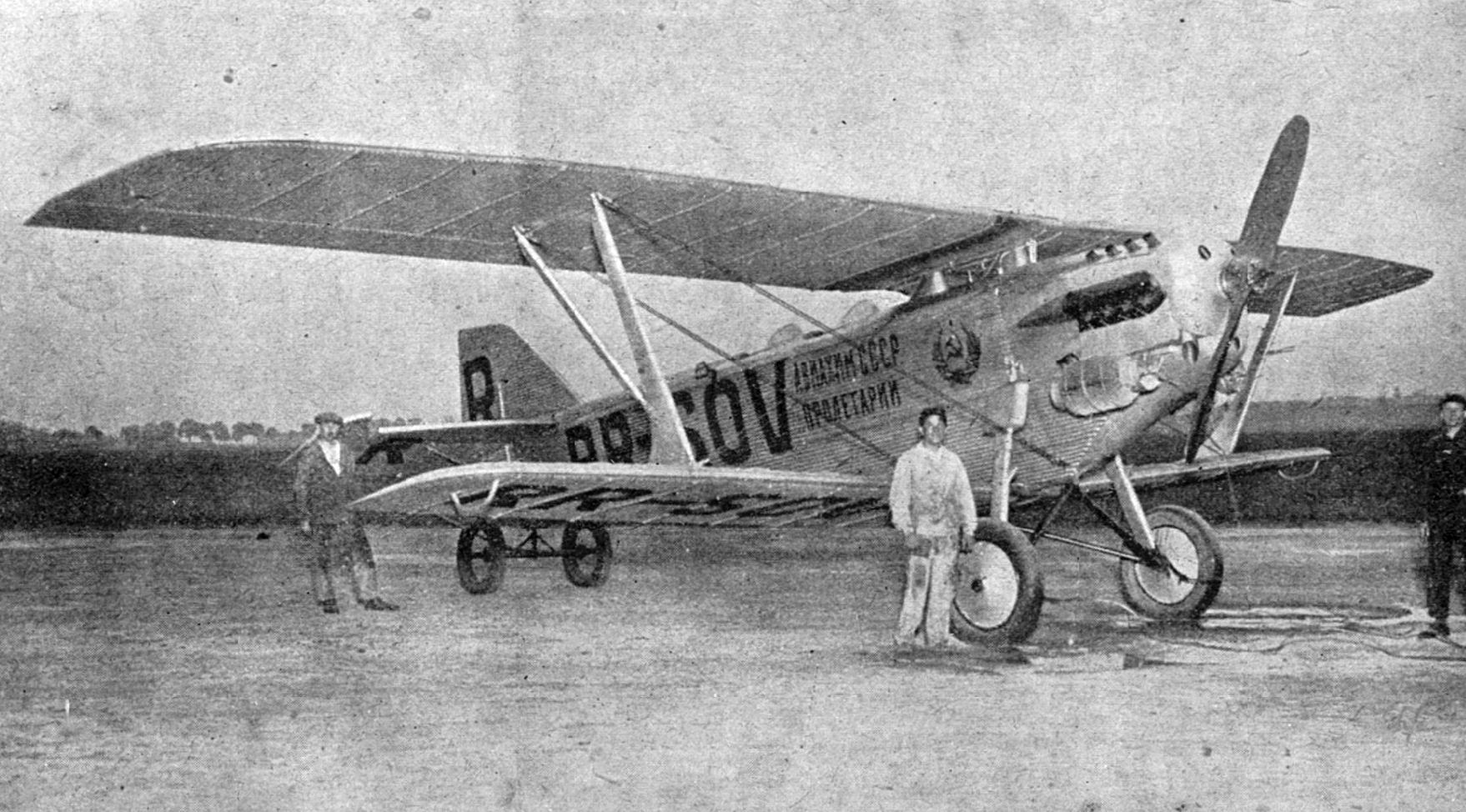
Túpolev R-3NL, RR-SOV, foto de L'Aérophile de septiembre de 1926.

El ANT-3 era un sesquiplano con dos asientos en cabinas en tándem, con el piloto al frente y el artillero detrás. La estructura estaba construida predominantemente con aleaciones ligeras con recubrimiento de kol'choogaluminly (duraluminio) ondulado. Los planos principales inferiores estaban unidos al fuselaje inferior, mientras que el plano principal superior se apoyaba en puntales cortos de tipo cabaña. La integridad estructural se conseguía mediante arriostramiento con alambres y soportes interplanarios aerodinámicos en V.
El ANT-3 monomotor podía estar propulsado por una amplia gama de motores de entre 300 y 500 kW de potencia (400-670 hp); el prototipo utilizaba un motor Liberty de 298 kW (400 hp), el segundo avión estaba propulsado por un Napier Lion de 336 kW (451 hp); los primeros 79 aviones de producción utilizaron el motor Lorraine-Dietrich 12E de 336 kW (451 hp); 21 aviones utilizaron el Mikulin M-5 de 336 kW (451 hp) y uno utilizó un motor BMW VI de 373 kW (500 hp).
Túpolev propuso una versión mejorada, propulsada por un motor Mikulin de 373 373 kW (500 hp), con una autonomía de unos 966 km. Uno fue construido con un motor Lorraine-Dietrich, entregado a la división de Yakutsk de Aeroflot, siendo designado PS-3 y utilizado como avión correo hasta alrededor de 1930.

## Historia operacional

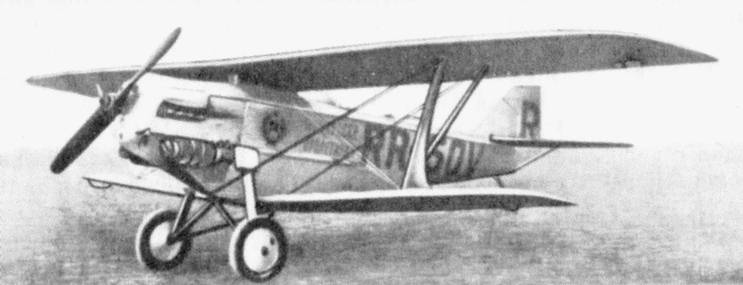
El segundo prototipo del Túpolev ANT-3 (R-3NL), propulsado por un motor Napier Lion, registrado RR-SOV y bautizado Proletario.

El R-3, utilizado por los militares para reconocimiento, también se utilizó con fines propagandísticos en vuelos de larga distancia.
En el verano de 1926, el prototipo R-3NL, bautizado como Proletariy (Proletario) y matriculado como RR-SOV, pilotado por Mijaíl Grómov y asistido por el mecánico Yevgeny Radzevich, realizó un vuelo alrededor de Europa: Moscú-Königsberg-Berlín-París-Roma-Viena-Praga-Varsovia-Moscú. Después de volar unos 120 km, un depósito de expansión de refrigerante sufrió fallos por fatiga, rociando agua alrededor de la cabina. Grómov se vio obligado a regresar a Moscú y los periódicos afirmaron que él y Radzevich habían regresado debido al mal tiempo. El incidente hizo que Túpolev recomendara que el depósito tuviera una base convexa, lo que fue adoptado. Grómov reanudó su expedición, aterrizando en Königsberg, momento en el que el radiador tenía una fuga. Después se dirigió a Berlín, donde los mecánicos no pudieron reparar el radiador. Luego continuaron volando hasta París, donde un mecánico descubrió que se había separado un poco de masilla selladora. Para resolver el problema, usó el radiador de otro avión y lo adaptó para que encajara en el ANT-3, después Grómov y Radzevich volaron a Roma. Más tarde volaron hacia el norte a Viena, pero el sol comenzó a ponerse y ya estaba oscuro cuando estaban a solo 19 km de Viena. Por esa razón decidieron arriesgarse y aterrizar en Viena, donde se encendieron fogatas alrededor del aeropuerto para iluminar la pista de aterrizaje. El resto del vuelo transcurrió en gran medida sin incidentes, aparte de sobrevolar Praga para continuar hasta Varsovia. A su regreso a Moscú, habían volado una distancia de 7150 km en 34 horas y 15 minutos de tiempo de vuelo, a una velocidad promedio de 210 km/h, lo que suponía un nuevo récord nacional de velocidad de larga distancia.
El segundo prototipo del ANT-3 M-5, registrado como RR-INT y que recibió el nombre de Nash Otvet (Nuestra Respuesta), y pilotado por S.A. Shestakov y D.F Fufayev, realizó un vuelo de Moscú a Tokio y regreso, vía Sarápul, Omsk, Novosibirsk, Krasnoyarsk, Irkutsk, Verkhneudinsk, Chita, Nérchinsk, Blagovéshchensk, Spassk, Nanyang y Yokohama, el largo vuelo duró 12 días y cubrió una distancia aproximada de 22 000 kilómetros en 153 horas de vuelo. El vuelo recibió el nombre de «El gran sobrevuelo del este».

## Variantes

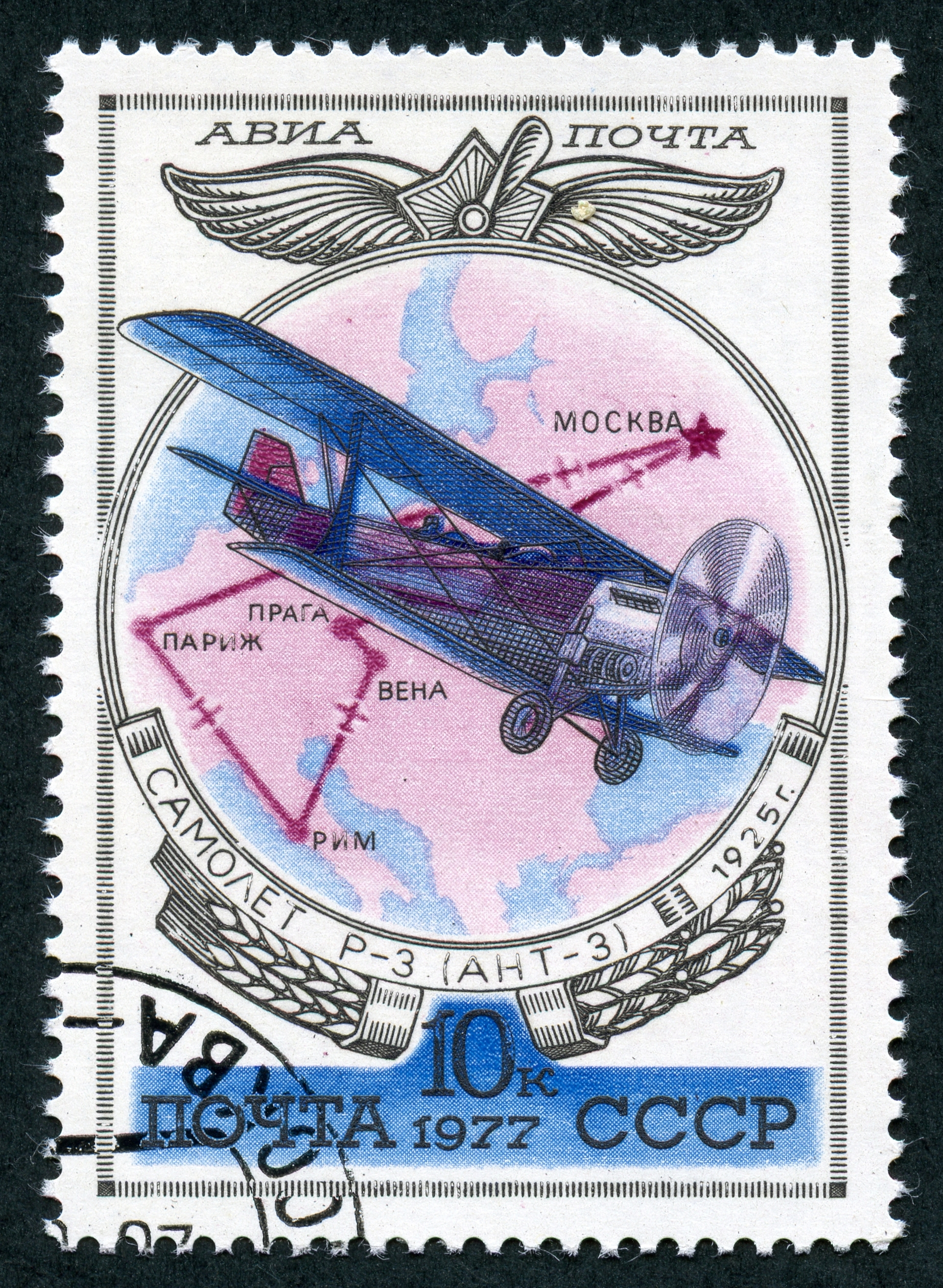
Sello de correos soviético de 1977, conmemorando el vuelo del Proletariy.

ANT-3
Prototipo, equipado con un motor Liberty L-8 de 298 kW (400 hp) de potencia.
R-3
Avión de reconocimiento militar de producción original propulsado por un motor Mikulin M-5; se construyeron unos 21 ejemplares.
R-3LD
Equipado con un motor Lorraine-Dietrich 12Eb de 336 kW (451 hp) de potencia, 79 producidos.
R-3NL
Segundo prototipo, equipado con un motor Napier Lion de 336 kW (451 hp); RR-SOV Proletariy (Proletario).
R-7
Derivado mejorado del R-3, propulsado por un motor BMW VI de 373 kW (500 hp) de potencia. Se construyó un único prototipo, también conocido como ANT-10.
PS-3
Designación de 30 R-3 que se modificaron como aviones de correos para el servicio con Aeroflot.

## Operadores
Unión Soviética
- Fuerza Aérea Soviética

## Especificaciones (R-3LD)
Referencia datos: The Osprey Encyclopedia of Russian Aircraft 1875–1995 

### Características generales
- Tripulación: Dos (piloto y observador)
- Longitud: 9,9 m (32,4 ft)
- Envergadura: 13 m (42,7 ft)
- Altura: 3,1 m (10 ft)
- Superficie alar: 37 m² (398,3 ft²)
- Peso vacío: 1340 kg (2953,4 lb)
- Peso máximo al despegue: 2090 kg (4606,4 lb)
- Planta motriz: 1× motor lineal en W-12 refrigerado por líquido Lorraine-Dietrich 12Eb.
  - Potencia: 340 kW (469 HP; 462 CV)
- Hélices: 1× Bipala de paso fijo por motor.

### Rendimiento
- Velocidad nunca excedida (Vne): 204 km/h (127 MPH; 110 kt) a 5000 m
- Alcance: 880 km (475 nmi; 547 mi)
- Techo de vuelo: 4920 m (16 142 ft)

## Aeronaves relacionadas

### Secuencias de designación
- Secuencia ANT-_ (interna de Túpolev): ANT-1 - ANT-2 - ANT-3 - ANT-4 - ANT-5 - ANT-6 →
- Secuencia PS-_ (Aviones de Pasajeros soviéticos, 1923-1940): PS-3 (I) - PS-3 (II) - PS-4 - PS-5 →
- Secuencia R-_ (Aviones de Reconocimiento soviéticos, 1923-1940): R-1 - R-2 - R-3 - R-4 (I) - R-4 (II) - R-5 →